# Cyphon facetus
Cyphon facetus es una especie de coleóptero de la familia Scirtidae.

## Distribución geográfica
Habita en Madagascar.